# Vysoký Újezd, Beroun
Vysoký Újezd är en ort i Tjeckien. Den ligger i distriktet Beroun och regionen Mellersta Böhmen, i den centrala delen av landet, 19 km sydväst om huvudstaden Prag. Vysoký Újezd ligger 428 meter över havet och antalet invånare är 532.
Terrängen runt Vysoký Újezd är platt åt nordost, men åt sydväst är den kuperad. Vysoký Újezd ligger uppe på en höjd.Runt Vysoký Újezd är det ganska tätbefolkat, med 192 invånare per kvadratkilometer. Närmaste större samhälle är Prag, 18,6 km nordost om Vysoký Újezd. Trakten runt Vysoký Újezd består till största delen av jordbruksmark.